# Patinellaria
Patinellaria Quél. – rodzaj grzybów z rzędu tocznikowców (Helotiales).

## Systematyka i nazewnictwo
Pozycja w klasyfikacji według Index Fungorum: Incertae sedis, Helotiales, Leotiomycetidae, Leotiomycetes, Pezizomycotina, Ascomycota, Fungi.
Gatunki:
- Patinellaria hedychii K.S. Thind & Saini 1968
- Patinellaria sanguinea (Pers.) P. Karst. 1885
- Patinellaria subcaerulescens P. Karst. 1888[3]

Wykaz gatunków i nazwy naukowe na podstawie Index Fungorum.